# Friedrich Braun (Germanist)
Friedrich Braun (* 20. Juli 1862 in St. Petersburg; † 14. Juni 1942 in Leipzig) war ein Germanist und Altphilologe. Er lehrte an den Universitäten Petersburg und Leipzig.

## Leben

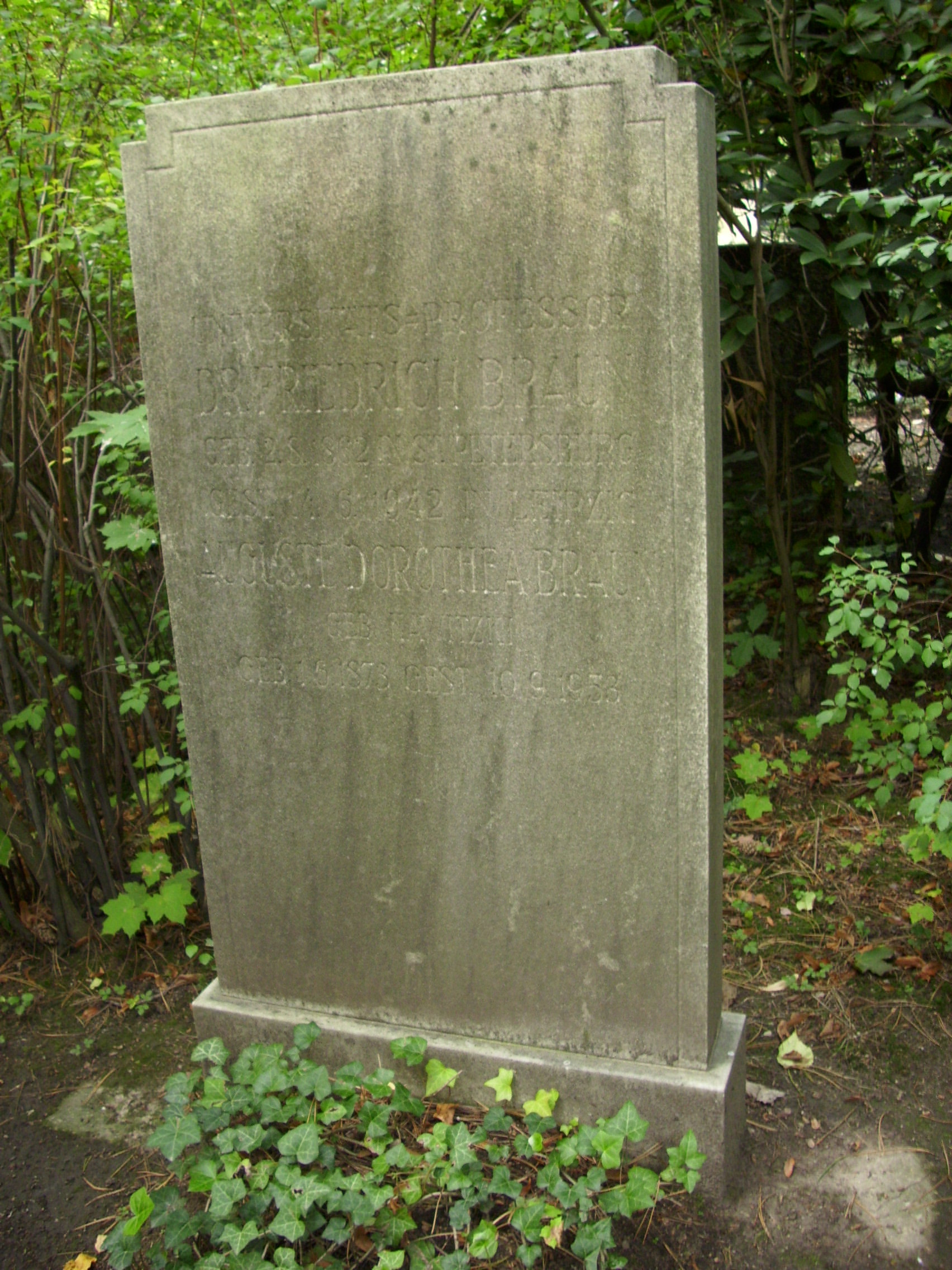
Grabstätte Friedrich Braun auf dem Südfriedhof in Leipzig

Der Sohn des Arztes Alexander Braun, dessen Vorfahren aus Rüdesheim stammten, studierte seit 1880 Germanistik an den Universitäten Freiburg, Paris und St. Petersburg. Nach 1885 war er Lehrer an einem Gymnasium. 1888 wurde er in St. Petersburg für die germanische Philologie habilitiert, wurde dort Privatdozent und beendete sein Studium zwei Jahre darauf, ohne promoviert zu haben.
Zum außerordentlichen Professor stieg Braun im Jahre 1900 auf, 1905 schließlich zum ordentlichen. Dieses Amt hielt er bis 1915 inne. Von 1895 bis 1906 war er außerdem Schriftleiter der St.-Petersburger Gesellschaft für Neuphilologie, anschließend deren Präsident. Daneben fungierte er als Dekan der historisch-philosophischen Fakultät.
1920 wechselte Braun an die Universität Leipzig. Dort wurde er zunächst Privatdozent der germanischen Philologie, zwei Jahre später schließlich ordentlicher Honorar-Professor für die Geschichte Osteuropas am Institut für Kultur- und Universalgeschichte. Ordentlicher Professor dieses Faches wurde er nun 1930, verließ die Universität aber zwei Jahre darauf. Im November 1933 unterzeichnete er das Bekenntnis der deutschen Professoren zu Adolf Hitler. Seit 1927 war er korrespondierendes Mitglied der damaligen Sowjetischen Akademie der Wissenschaften. 1921 erhielt er von der Universität Leipzig den Ehrendoktortitel.
Braun verstarb 1942 in Leipzig im Alter von 79 Jahren. Der Ehe mit Auguste Dorothea Kawizki entstammte der Göttinger Philologie-Professor Maximilian Braun (1903–1984).

## Werke
- Die Kriegsschauplätze auf der Balkanhalbinsel (Leipzig/Berlin 1916)
- Die Urbevölkerung Europas und die Herkunft der Germanen (Berlin 1922)
- Der japhetitische Kaukasus und das dritte ethnische Element im Bildungsprozess der mittelländischen Kultur (Berlin 1923)